# Ormtjärnen (Säfsnäs socken, Dalarna)
Ormtjärnen är en sjö i Ludvika kommun i Dalarna och ingår i Göta älvs huvudavrinningsområde. Sjöns area är 0,02 kvadratkilometer och den befinner sig 286 meter över havet.